# Coupe Marcel-Bernard
La Coupe Marcel-Bernard est le trophée remis aux vainqueurs du double mixte des Internationaux de France de tennis (Roland-Garros). Elle est nommée ainsi en l'honneur de Marcel Bernard, ancien joueur français ayant remporté le tournoi de double mixte en 1935 et 1936 et ancien président de la Fédération Française de Tennis (FFT).

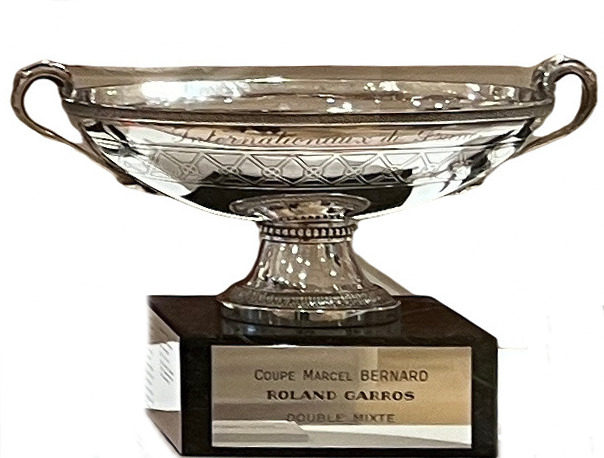
La Coupe Marcel Bernard.

La coupe actuelle, a été créée en 1989, à la suite d'un appel d'offres de la FFT remporté par le joaillier Mellerio dit Meller. De forme ovale, le trophée comprend des moulures tournées et rapportées, une frise ciselée et deux anses. Son piètement est garni de deux moulures tournées. Les tenants du titre actuels sont Sara Errani et Andrea Vavassori. Chaque vainqueur remporte une de ses répliques, l'original restant propriété de la FFT et reste exposé au Tenniseum sur le stade Roland Garros.